# 谷口雅彦写真アーカイブ室
谷口雅彦写真アーカイブ室（たにぐちまさひこしゃしんアーカイブしつ）は、2007年9月に旭川市内に設立された私立の施設。
第47回（令和5年度）旭川ななかまど文化賞受賞。

## 概要
写真家・谷口雅彦の撮ったネガ、ポジ、デジタルデータ、写真作品（オリジナルプリント、主にビンテージ）、及び写真展、写真に関するイベント、出版、新聞雑誌などの掲載記事、撮影メモ、日記、作品制作過程やプロジェクトの映像やメディア出演の音声や映像などを保存管理（アーカイブ）し、将来的に有効活用する目的で設けられた。
現在は原則非公開であるが、写真の二次使用、展覧会などの写真プリントの貸し出しを行っている。
また明治期から昭和期にかけて、市井に埋もれた写真やネガなどを発掘し、家族のアルバム写真や物故者が生前に趣味や仕事で撮った写真やネガなどをご遺族から寄贈を受ける形でアーカイブし、再評価や見直しをして未来に活用する近現代写真発掘活用プロジェクトを進めている。
2022年に設立された旭川市民による活動「あさひかわ写真アーカイブ研究会」（代表・谷口多恵子）とは協力関係にあり、谷口雅彦本人は、会の顧問に就任している。

### 谷口雅彦写真アーカイブ室・旭川
- ENKEN NIPPON MODERN PHOTO COLLECTION（通称・ENKENコレクション)

明治期から昭和期にかけて撮影された写真とネガを収集している。
主に明治期から大正期は、ティンタイプ、アンブロタイプ、P.O.P、鶏卵紙、昭和期は、主にゼラチン・シルバー・プリント、カラータイプC、等などの印画（プリント）、ほかにゼラチン乾板、ポリエステルベース135・120サイズネガ等のネガも収集している。旭川に関する写真、ネガ、資料も積極的に収蔵。寄贈も積極的に受け付けている。
- 近現代写真発掘活用プロジェクト
- 写真師中鉢直綱研究室
- 旭川市民活動団体「あさひかわ写真アーカイブ研究会」（「谷口雅彦写真アーカイブ室」とは協力関係）
- 窪田清アーカイブ（集中研究整理の為、あさひかわ写真アーカイブ研究会から一時的に所管）

### 谷口雅彦写真アーカイブ室・湘南
- 「からだと日々の写真研究所」
- 「新夏燈 -SHINKATOU-」

## 沿革
- 1998年8月に開催した谷口雅彦写真20年記念写真展『二十年記77/98』（北海道東川町・文化ギャラリー 協賛 オリエンタル写真工業株式会社）と2007年8月に開催した写真30年記念写真展『Session-からだについての写真表現-』（北海道深川市・ギャラリー東洲館）でのビンテージプリント、モダンプリントなどを基本にアーカイブプロジェクトがスタート。
- 2007年9月2日：谷口のふるさと北海道旭川市内に、「谷口雅彦写真アーカイブ」として設立。のちに「谷口雅彦写真アーカイブ室」となる。室長に谷口の母・谷口多恵子が就任。
- 2017年1月26日：写真人生40年を迎えた谷口雅彦の、40年の写真作品・言葉などを全集としてZINEレーベルのスペクターズより発表していく「谷口雅彦写真40年記念写真全集出版プロジェクト」がスタート。同年11月7日までに10冊のZINEを出版。そのほとんどの写真や文章、日記はアーカイブ室から。
- 2018年10月1日：谷口雅彦写真アーカイブ室（北海道旭川市）の分室として、神奈川県藤沢市に谷口雅彦写真アーカイブ湘南分室を設立。
- 2020年2月2日：谷口雅彦写真アーカイブ室で兼ねていた近現代写真発掘活用プロジェクトを、谷口雅彦写真アーカイブ室内に新設したENKEN NIPPON MODERN PHOTO COLLECTION（通称・ENKENコレクション)内に移管。
- 2020年2月4日：谷口雅彦写真アーカイブ室湘南分室を谷口雅彦写真アーカイブ室・湘南と改称、旭川を谷口雅彦写真アーカイブ室・旭川と改称。引き続き、写真家谷口雅彦の写真活動、写真、ネガ、付随する資料のすべてをアーカイブする機関として存在。
- 2021年10月：ENKENコレクションで、明治期の旭川第七師団内の建築途中の写真（撮影者・中鉢写真館・中鉢孝<こう>）を入手、旭川で初めての写真館であること。公には、それ以上が分からない現状を知り、重点的に調査を始める。
- 2022年2月：谷口雅彦写真アーカイブ室・旭川に、谷口雅彦が写真を撮り始めた9歳の頃から18歳で上京するまでに撮ったネガやビンテージプリント、メモや日記、絵、書、その他制作物資料などを集約し、今年度から少年期の写真を数回の展覧会で発表していくためのアーカイブプロジェクトをスタートする。
- 2022年4月、東京都内に写真師中鉢直綱のご子孫が住んでいることを突き止め、ご自宅にお邪魔してお話をお聞きする。
- 2022年5月：ご子孫が遺して下さっていた中鉢直綱の資料を基に、写真師中鉢直綱研究室を、谷口雅彦写真アーカイブ室内に設立する。
- 2022年5月27日：故郷旭川に市民活動団体「あさひかわ写真アーカイブ研究会」を旭川市民有志と設立。谷口雅彦が顧問に就任。当室とは協力関係とする。
- 2022年6月6日から12日：谷口雅彦写真アーカイブ室のアーカイブ研究の成果展として、北海道旭川市で『まさひこ君と写真家谷口雅彦』展①～写真への誘い～を開催。以降、シリーズとして展開予定。
- 2022年11月17日から30日まで：谷口雅彦が、令和4年度旭川市文化奨励賞を受賞した記念として、旭川市内のギャラリーで写真展を開催することに伴い、「谷口雅彦写真アーカイブ室」所蔵の谷口の45年に渡る過去作品（ビンテージプリント含む）から、セレクトし約100点展示。14日間の展示にはのべ1000人弱の来場者があった。
- 2023年5月‐北海道旭川市の新聞『あさひかわ新聞』にて「谷口雅彦の写真の話」を連載スタート。（毎月第一火曜日掲載）同アーカイブ室蔵の写真も使用。
- 2023年9月1日から25日まで：谷口雅彦写真アーカイブ室が2019年に収蔵した元鴻池銀行頭取佐伯武雄氏旧蔵のポストカードや写真などを活用し、「関東大震災から100年　ポストカード展」を企画&主催。（北海道旭川市　日本茶カフェWHIZとブックマークカフェ同時開催）
- 2023年10月‐谷口雅彦写真アーカイブ室主催（ENKENコレクション・写真師中鉢直綱研究室）・市民活動あさひかわ写真アーカイブ室併催で、写真展『旭川で最初の写真師中鉢直綱とあさひかわの写真』展を旭川市民ギャラリーで開催。全プロデュース谷口雅彦。
- 2024年1月2日‐『あさひかわ新聞』2024年元日号で、あさひかわ写真アーカイブ研究会並びに谷口雅彦写真アーカイブ室の旭川における写真アーカイブ活動について特集が2面に渡り掲載になる。
- 2024年1月17日‐旭川ななかまど文化賞協議会審査会において満場一致で、【谷口雅彦写真アーカイブ室】と【あさひかわ写真アーカイブ研究会】が団体として、第47回（令和５年度）旭川ななかまど文化賞受賞決定。（2024年1月18日報道公開）受賞理由は「写真展『旭川で最初の写真師中鉢直綱とあさひかわの写真』展（2023年10月）の開催と、活動内容の希少性や将来性等を評価」
- 2024年2月2日から2月28日まで、あさひかわの写真展『シリーズ写真アーカイブ　谷口家の写真箱から1943-1971』を開催（旭川市・みんなのカフェ銀座）。プロデュース谷口雅彦。
- 2024年3月19日から3月24日まで。第47回旭川ななかまど文化賞受賞記念写真展を開催。（旭川市文化会館展示室）24日、①13時と②15時30分から、写真家谷口雅彦による展示ツアーを開催。3月24日の14時から14時30分まで、旭川市文化会館大ホールで、旭川ななかまど文化賞授賞式を開催。

## ENKEN NIPPON MODERN PHOTO COLLECTION（通称・ENKENコレクション)
明治期から昭和期にかけて撮影された写真とネガを収集している。 主に明治期から大正期は、アンブロタイプ、鶏卵紙、昭和期は、主にゼラチン・シルバー・プリント、カラータイプC、等などの印画（プリント）、ほかにゼラチン乾板、ポリエステルベース135・120サイズネガ等のネガも収集している。旭川に関する写真、ネガ、資料も積極的に収蔵。寄贈も積極的に受け付けている。

### 主なコレクション
- 上野彦馬撮影(長崎)「大日本帝国陸軍軍人 梶川重太郎」（明治30年）鶏卵紙
- 成田常吉撮影（東京）「関脇稲川政右エ門 (4代)」鶏卵紙
- 中鉢孝（旭川　中鉢写真館）撮影「第七師団経理部所属被服庫新築工事」（明治40年6月26日撮影）鶏卵紙
- 撮影者不詳(静岡県浜松市北区細江町中川)「昭和五年昭和天皇静岡県御巡幸・聖駕落合橋御通過ヲ謹写」（昭和5年5月）ゼラチンシルバープリント
- 北海タイムス旧蔵（旭川）「金田一京助博士二年ぶりに来旭（裏書）]　近文コタン訪問」（昭和41年9月20日）ゼラチンシルバープリント
- 星野写真館（鎌倉市腰越）撮影「明治三十年頃の龍口寺」（2022年9月　個人から寄贈）ゼラチンシルバープリント
- 小寺準之助撮影ヵ（京都）「写真 石田十助家六人集合」（明治21年4月4日撮影）アンブロタイプ
- 撮影者・撮影年不詳（旭川）「近文アイヌ・川村兼登」ゼラチンシルバープリント
- 谷内写真館撮影（旭川）「明治39年2月　林春三郎」鶏卵紙
- 谷内寛一撮影（旭川）「軍人（明治期）」ゼラチンシルバープリント
- 田本研造撮影（函館）「大日本帝国陸軍人（明治期）」ゼラチンシルバープリント
- 信伊奈亮正撮影（札幌）「軍人（明治期）」鶏卵紙
- 伊藤蘭香撮影（旭川）「軍人立像（明治期）」鶏卵紙
- 西村某撮影「旭川駅（二代目）」（昭和33年7月29日正午過ぎ頃）（郷土史家・中村正勝旧蔵）ゼラチンシルバープリント
- 喜望館（苫小牧）撮影　「樽前山噴火」2点（撮影年不詳）
- 西村某撮影（郷土史家・中村正勝旧蔵）「旭川駅（二代目）及び周辺ほか」（昭和31年12月）9点　モノクロ・キャビネサイズ　ゼラチンシルバープリント
- 撮影者不詳「鐙谷登太（洋装）明治38年(1905年)4月 旭川町に於いて撮影ス（裏書）」（慶応元年7月9日生まれ）鶏卵紙
- （元鴻池銀行頭取佐伯武雄旧蔵）「関東大震災ポストカード（デジタルデータ）&写真」（約200点）大正12（1923）年
- 日光小室写真館撮影制作『明治期　日光写真帖』掌中判　写真50葉貼込　鶏卵紙
- 田中勉撮影（函館蓬莱町）「軍人2人和装男性2人」大型　鶏卵紙
- 撮影者不詳「高千穂芳子（高千穂宣麿の妻）」鶏卵紙
- 撮影者不詳「富良野　西達布中学校　木造校舎建設中」八切サイズガラスネガ　昭和26年4月17日撮影

## 収蔵内訳
全て谷口雅彦撮影
○「東京」1984年から現在まで。
- 「新宿・浅草（1984年）」『「1Q84」村上春樹の世界』 (洋泉社MOOK) 洋泉社 2009年

○「旭川」1977年から現在まで。
- 「春光台より　1983（昭和58）年10月」（初出 旭川の詩誌『フラジャイル』13号表紙）2021年
- 「西武デパートエレベーター内から旭川駅を望む」（初出 谷口雅彦写真集『日々の旅1993-2002』（ワイズ出版写真叢書15）所収（作品No.126）2002年・のち旭川の詩誌『フラジャイル』14号表紙）2022年
- 「神居古潭（旧駅名標）」（初出 谷口雅彦写真集『日々の旅1993-2002』（ワイズ出版写真叢書15）所収　2002年・のち旭川の詩誌『フラジャイル』15号表紙）2022年

○「日本」1988年から現在まで。
○「昭和」1977年から1989年まで。
○【写真作品1993年から現在まで】ビンテージプリント&35ミリモノクロネガ&35ミリカラーネガ&資料（新聞、雑誌、ラジオ出演音声データほか）
○【3歳で初めて撮った1枚のビンテージ写真（『母の笑顔』ネガは現存せず）】1970年6月撮影
- 写真展『二十年記77/98』(北海道東川町・文化ギャラリー)1998年
- 展覧会『まさひこ君と写真家谷口雅彦』展Ⅰ～写真への誘い～（北海道旭川市・ギャラリーカワバタ）2022年

○【少年期1970年・1977年から1985年まで】35ミリモノクロネガ&35ミリカラーネガモダンプリント（1998年）
- 写真展『二十年記77/98』(北海道東川町・文化ギャラリー)1998年
- 展覧会『まさひこ君と写真家谷口雅彦』展Ⅰ～写真への誘い～（北海道旭川市・ギャラリーカワバタ）2022年

○【青年期1986年から1988年まで】35ミリモノクロネガ&35ミリカラーネガ&35ミリカラーポジ&モダンプリント（1998年）
- 写真展『二十年記77/98』(北海道東川町・文化ギャラリー)1998年

○【サラリーマン時代1989年から1992年まで】35ミリモノクロネガ&35ミリカラーポジ&モダンプリント（1998年）
- 写真展『二十年記77/98』(北海道東川町・文化ギャラリー)1998年

○【舞踏】35ミリモノクロネガ&35ミリカラーネガ&35ミリカラーポジ&デジタル写真データ&ビンテージプリント（1994年・1997年・1998年）&映像資料
- 大野一雄、大野慶人、和栗由紀夫、玉野黄市、小林嵯峨、工藤丈輝、川本裕子、アスベスト館、元藤あき子ほか（1992₋現在まで）

○【写真日記】35ミリカラーネガ&モノクロネガ（1988年から2008年頃まで）
○【写真日録】デジタル写真データ（2008年頃から現在まで）

### 主な撮影公演
(大野一雄)
- 1993年 「小栗判官照手姫」横浜市・湘南台文化センター
- 1993年 「御殿、空を飛ぶ」横浜市・横浜赤レンガ倉庫
- 1993年 「白蓮」川崎市・川崎市民ミュージアム
- 1995年 「夢の一日」東京・シアターX （三宅榛名・共演）（フライヤーに谷口撮影の大野一雄の写真が使用される）
- 2003年　｢肉体のシュルレアリスム 舞踏家 土方巽抄展｣オープニング公演 川崎市・岡本太郎美術館
- 2006年　｢大野一雄百歳の日｣ 横浜・BankART1929 第三回大野一雄フェスティバルオープニング
- 2007年 1月 大野一雄百歳の年ガラ公演「百花繚乱」出演 神奈川県立青少年センターホール

（大野慶人）
- 2017年 10月　「花と鳥」秋田市ももさだホール

（アスベスト館）
- 1992年 4月　『土方巽とともに』アスベスト館
- 2003年 10月 「肉体のシュルレアリスム 舞踏家土方巽展抄」展 舞踏フェスティバル「肉体の劇場」出演 川崎市立岡本太郎美術館

（和栗由紀夫+好善社）
- 1992年 1月 写真教室【CORPUS】第2期　細江英公ワークショップ　アスベスト館
- 1992年 6月 好善社舞踏公演『懐かしの七月』（土方メソッド研究会公演） アスベスト館
- 1993年 1月 和栗由紀夫＋好善社公演『日月譚』 音楽：矢吹紫帆、村松保宗 シードホール
- 1993年 6月 和栗由紀夫＋好善社公演『ともだち』 アスベスト館
- 1993年 8月 和栗由紀夫＋好善社公演『幻青』 富山県
- 1994年 1月 和栗由紀夫＋好善社公演『野の婚礼』 音楽：YAS-KAZ シアターX
- 1995年 1月 「美術表現におけるからだ」トーク：谷川渥 パフォーマンス：和栗由紀夫・吉江庄蔵 愛知芸術文化センター
- 1996年 3月 和栗由紀夫＋好善社公演『舞踏花伝〜七つの世界を巡る旅〜』 シアターX
- 2010年 12月 和栗由紀夫＋好善社公演『肉体の迷宮』（原作・谷川渥） 日暮里サニーホール
- 2017年 9月 秋田 アジア・トライ参加 秋田市千秋公園

（指輪ホテル）　
（ハイレグジーザス）　

### 主な出版掲載&写真展
- 【ストリップ及びストリップ劇場】35ミリモノクロネガ&35ミリカラーネガ&35ミリカラーポジ&ビンテージプリント＆映像資料 　日本全国の劇場及び踊り子さん。（1992年₋現在まで）
- 【写真展『日々の旅1993-2002』】35ミリモノクロネガ&ビンテージプリント（1997年-2001年）
- 【写真集『日々の旅 1993-2002』（ワイズ出版写真叢書15）】（2002年　印刷使用時のオリジナルビンテージプリント）
- 【写真集&写真展『稚児と大仏』】ネガ＆ビンテージプリント（1999年）、モダンプリント（2004年）
- 【写真集『沈黙と饒舌と　原発のある町』】35ミリモノクロネガ&35ミリカラーポジ&デジタル写真データ&資料（新聞、雑誌、ラジオ出演音声データほか）
- 【写真集＆写真展『キルリアン写真』】デジタル写真データ&ビンテージプリント（2014年）
- 【写真日記・写真日録1988年から現在まで】35ミリカラーネガ&35ミリモノクロネガ
- 【昭和天皇大喪の礼】35ミリモノクロネガ&資料（新聞、雑誌、テレビ報道ビデオほか） 　前後の東京。1988年9月から1989年2月24日まで。1989年1月7日、昭和最後の日の北海道旭川市。
- 【阪神淡路大震災】4×５ネガ&資料（新聞、雑誌、テレビ報道ビデオ、体験者インタビュー音声ほか）
- 【東日本大震災】デジタル写真データ&ビンテージプリント&資料（新聞、雑誌、テレビ報道ビデオほか）
- 【登戸宿河原完全写真化計画】デジタル写真データ&モダンプリント（2015年）
- 【土方巽原作 病める舞姫完全写真化計画】デジタル写真データ&モダンプリント（2017年‐2018年）
- 【小説家・アスリート・文化人ポートレート】デジタル写真データ&資料（新聞広告、雑誌広告）
- 【東日本大震災10年写真集　津波を乗り越えた町々】（双葉社刊）デジタル写真データ・約15万枚（2011年‐2021年）
- 【雑誌連載『非処女写真館』】35ミリカラーポジ&資料（雑誌連載）
- 【雑誌連載『素人娘写真館』】35ミリカラーポジ&資料（雑誌連載）
- 【書籍&雑誌連載『性職者の人々』】35ミリモノクロネガ&ビンテージプリント&資料（雑誌連載）
- 【雑誌連載『大人のお痴事』】35ミリモノクロネガ&デジタル写真データ&ビンテージプリント
- 【雑誌連載&写真展『初めて恋したあの場所へ』】35ミリモノクロネガ&ポジ＆ビンテージプリント&資料（雑誌連載）
- 【雑誌連載『パノラマライフ』】35ミリカラーポジ&資料（雑誌連載）
- 【書籍&雑誌連載『漂流遊女』】デジタル写真データ&資料（雑誌連載）
- 【WEB雑誌連載『老遊女』】デジタル写真データ&資料（WEB雑誌連載）
- 【雑誌連載『廃クォリティ（廃墟探訪）』】デジタル写真データ&資料（雑誌連載）
- 【雑誌連載『心霊スポット巡礼』】デジタル写真データ&資料（雑誌連載）
- 【書籍&雑誌連載『未解決事件の現場を歩く』】デジタル写真データ&資料（雑誌連載、書籍、取材資料）

### 文字資料
- 【写真ノォト】及び【撮影取材ノォト】
- 【現像記録ノート1988年から2016年まで】
- 【日記】（1985年9月15日から一時期断続したが、ほぼ現在まで継続）